# Cmentarz na Klecinie
Cmentarz na Klecinie – cmentarz rzymskokatolicki znajdujący się przy ulicy Zabrodzkiej na osiedlu Klecina we Wrocławiu.
Cmentarz został poświęcony w roku 1878 i służył ewangelikom oraz katolikom mieszkającym we wsi Klecina i sąsiednich wsiach. Zarządcą cmentarza do roku 1945 była początkowo ewangelicka parafia Zbawiciela z Wrocławia, a po wybudowaniu kościoła w Klecinie w roku 1906, miejscowa parafia. Po roku 1945 cmentarz przeszedł w ręce katolików.

## Znane osoby pochowane na cmentarzu
- Władysław Mironowicz (1934–2020) – specjalista w zakresie budownictwa, dr hab. inż.
- Artur Młodnicki (1911–1972) – aktor i reżyser teatralny oraz jego żona Zdzisława Młodnicka (1924–2009) – aktorka teatralna
- Medard Plewacki (1929–2021) – aktor

## Literatura
- Burak M., Okólska H., 2007, Cmentarze dawnego Wrocławia, Wydawnictwo Muzeum Architektury we Wrocławiu, Wrocław. ISBN 978-83-89262-38-7